# 董伽罗
董伽罗，又作董迦羅，大理国开国大臣。
董伽罗世代为云南大理洱海地区领主，为白族大姓（名家）之一。大义宁国杨干贞统治时期，董伽罗与段思平组织起兵反抗，担任段思的平军师，开始受挫逃亡。936年，与善巨（今云南永胜县）守高方秘密共谋，借兵滇东三十七蛮部，推翻楊干貞，帮助段思平建大理国。因功被任命为相国，除了拥有洱海地区的原领地外，又加封成纪（在今永胜县）为世袭领地。